# GasTerra
GasTerra is actief in de handel en levering van aardgas in Nederland en het buitenland en is een afsplitsing sinds 2005 van de Nederlandse Gasunie. De gaswinning uit het Groningenveld is eind 2024 gestaakt waarmee de kernactiviteit van GasTerra is weggevallen. GasTerra zou worden opgeheven op 31 december 2024, maar vanwege verplichtingen vanuit langlopende contracten is dit met twee jaar verlaat tot eind 2026.

## Geschiedenis
In 1959 werd door de Nederlandse Aardolie Maatschappij (NAM) aardgas gevonden in Groningen bij Slochteren. De productie uit dit veld kwam op gang in 1963. De Nederlandse Gasunie werd in datzelfde jaar opgericht als verkooporganisatie van het Nederlandse aardgas. In een periode van 10 jaar bouwde de Gasunie een groot gastransportnetwerk. Na deze bouwperiode waren bijna alle Nederlandse huishoudens op het gasnet aangesloten en belangrijke exportcontracten afgesloten met Duitsland, België, Frankrijk, Zwitserland en Italië.
De Europese Unie is al vele jaren bezig met de liberalisering van de Europese gasmarkt. Een van de onderdelen is het bewerkstelligen van een onafhankelijk gastransportnet, waar iedere aanbieder gelijke kansen heeft om gas naar de markt te brengen en de concurrentie op die markt te bevorderen. Hiervoor zijn Europese richtlijnen opgesteld. Als gevolg hiervan is sinds 1 juli 2005 het gashandelsbedrijf GasTerra afgesplitst van de Gasunie. Voortaan houdt de N.V. Nederlandse Gasunie, voor 100% in handen van de Staat der Nederlanden, zich bezig met het transport en de opslag van aardgas, en GasTerra met de gaslevering en -handel.
Bij de splitsing zijn de aandeelhouders van het bedrijf niet veranderd. GasTerra heeft als aandeelhouders gehouden Shell (25%), ExxonMobil (25%) en de Staat der Nederlanden (50%, waarvan direct 10% en indirect via Energie Beheer Nederland 40%).
Het bedrijf is gevestigd in Groningen in een pand aan de Stationsweg, op steenworp afstand van het hoofdstation. GasTerra participeert in het Groningse project Energy Valley en het Energy Delta Gas Research (EDGaR). EDGaR is een privaat-publiek strategisch onderzoekprogramma waarin GasTerra samenwerkt met diverse organisaties, zoals de Rijksuniversiteit Groningen, TU Delft, Kiwa, Enexis, Liander en Stedin, die een rol spelen in de aardgassector.

## Activiteiten
GasTerra is een handelsonderneming in aardgas die actief is op de Europese energiemarkt. De prijs van aardgas is gekoppeld aan die van olieproducten. In de jaren zestig, toen in Nederland het gas werd ontdekt, was er geen marktprijs voor gas en de koppeling bood een uitkomst. Deze methodiek wordt overigens wereldwijd op grote schaal toegepast. Sinds de liberalisering van de gasmarkten, mede door de Europese Unie, zijn er gasmarkten in opkomst. Nederlands en buitenlands gas worden onder andere door GasTerra verhandeld op de zogenaamde Title Transfer Facility, een virtuele handelsplaats.
De grootste leverancier van aardgas aan GasTerra was het gasveld van Groningen. De productie bereikte in 2013 een piek onder minister Henk Kamp. GasTerra heeft een langjarig contract met de NAM waardoor al het gas uit dit veld aan GasTerra wordt verkocht. Kleine velden in Nederland zijn ook een belangrijke bron van gas. Volgens de Gaswet heeft GasTerra de publieke taak om gas uit kleine velden op te kopen. De producenten van dit gas zijn zeker van afname tegen een marktconforme prijs. De Nederlandse Staat heeft dit beleid in de jaren zeventig ingevoerd om de productie van gas te bevorderen. Ten slotte importeert GasTerra gas uit Noorwegen en ook uit Rusland. In 2016 kwam zo'n 7% van het gas uit dit laatste land, maar na de Russisch invasie van Oekraïne in 2022 staakte Gazprom de gaslevering per 31 mei 2022.
Nederlandse afnemers zijn vanaf 2018 de belangrijke klanten van GasTerra, voor die tijd werd het grootste deel geëxporteerd. De export is veelal vastgelegd in meerjarige contracten. Duitsland is de grootste afnemer van gas, gevolgd door het Verenigd Koninkrijk, Frankrijk, Italië en België. Engeland is meer recent een zeer belangrijke exportmarkt geworden na de aanleg van de BBL-pijpleiding.
Nederland was lange tijd een netto-exporteur van aardgas, maar de laatste jaren is het nationale gasaanbod sneller gedaald dan de vraag. In 2018 was de omslag, Nederland werd in dat jaar een netto-gasimporteur. In 2019 werd zo'n 10 miljard m³ ingevoerd, waaraan vooral de extra import van LNG heeft bijgedragen.
Hieronder een overzicht van de activiteiten van GasTerra sinds 2006:
| Omschrijving                       | 2006 | 2007 | 2008 | 2009 | 2010 | 2011 | 2012 | 2013 | 2014 | 2015 | 2016 | 2017 | 2018 | 2019 | 2020 | 2021 | 2022 | 2023 | 2024 |
| ---------------------------------- | ---- | ---- | ---- | ---- | ---- | ---- | ---- | ---- | ---- | ---- | ---- | ---- | ---- | ---- | ---- | ---- | ---- | ---- | ---- |
| Omzet (× € miljard)                | 18,4 | 17,7 | 24,0 | 18,3 | 18,4 | 21,1 | 23,4 | 24,3 | 19,5 | 14,7 | 9,9  | 9,6  | 11,2 | 8,8  | 5,5  | 13,1 | 35,5 | 20,3 | 12,8 |
| Gemiddelde opbrengst (× € cent/m³) |      |      | 28,3 | 22,0 | 19,9 | 24,3 | 27,9 | 27,1 | 23,9 | 20,8 | 15,3 | 16,9 | 20,0 | 17,0 | 13,0 | 29,0 | 90,5 | 67,7 | 50,1 |
| Gasinkoop:                         |      |      |      |      |      |      |      |      |      |      |      |      |      |      |      |      |      |      |      |
| Kleine velden                      | 36,2 | 37,3 | 35,8 | 33,1 | 31,4 | 27,4 | 25,9 | 26,3 | 24,2 | 22,0 | 20,0 | 17,3 | 15,1 | 12,3 | 6,5  | 13,6 | 8,4  | 6,9  | 6,2  |
| Groningenveld                      | 32,6 | 30,4 | 39,2 | 37,8 | 50,1 | 44,8 | 47,2 | 53,4 | 42,1 | 29,4 | 27,7 | 22,6 | 17,8 | 16,2 | 11,3 | 7,8  | 4,6  | 1,5  | 0,0  |
| Import                             | 10,0 | 10,1 | 9,1  | 11,5 | 10,0 | 14,5 | 10,3 | 9,6  | 15,0 | 18,9 | 16,2 | 16,7 | 23,1 | 23,0 | 23,8 | 24,0 | 28,4 | 22,9 | 17,2 |
| Gasverkoop:                        |      |      |      |      |      |      |      |      |      |      |      |      |      |      |      |      |      |      |      |
| Totaal                             | 78,8 | 77,8 | 84,0 | 82,4 | 91,5 | 86,7 | 83,4 | 89,3 | 81,3 | 70,3 | 63,9 | 56,6 | 55,5 | 51,5 | 41,6 | 44,2 | 39,2 | 30,9 | 25,6 |
| Binnenland (incl. TTF)             | 32,0 | 27,4 | 33,1 | 32,4 | 41,4 | 38,1 | 34,8 | 36,1 | 34,3 | 27,3 | 23,1 | 23,5 | 31,8 | 32,3 | 22,2 | 24,0 | 22,9 | 17,7 | 16,2 |
| Buitenland                         | 49,0 | 50,4 | 50,9 | 50,0 | 50,1 | 48,6 | 48,6 | 53,2 | 47,0 | 43,0 | 40,8 | 33,1 | 23,7 | 19,2 | 19,4 | 20,2 | 16,3 | 16,2 | 9,4  |

De winst van GasTerra is heel stabiel en bedraagt al jaren circa € 40 miljoen. De aandeelhouders van GasTerra hebben in een overeenkomst dit bedrag vastgesteld. GasTerra koopt gas van de NAM in en aan het einde van het jaar betaalt GasTerra een zodanige prijs dat de vastgestelde winst overblijft.

## Opheffing per 31 december 2026
Wegens de versnelde afbouw van de winning van Gronings aardgas, zal het bedrijf binnen enkele jaren moeten sluiten. Minister Eric Wiebes maakte dat 7 oktober 2019 bekend in een brief aan de Tweede Kamer. In oktober 2023 is de gaswinning uit het Groningenveld officieus gestaakt. In september 2020 maakte GasTerra bekend definitief te stoppen op 31 december 2024. Voor de ongeveer 165 medewerkers is er een sociaal plan opgesteld waarbij gedwongen ontslagen zoveel als mogelijk worden voorkomen en werknemers worden begeleid naar nieuw werk. Medio 2023 is de einddatum verschoven naar ultimo 2026.

## Trivia
Van 2009 tot en met 2014 was het de hoofdsponsor en naamgever van de Groningse basketbalclub Donar.